# Progressz MSZ–11
A Progressz MSZ–11 (oroszul: Прогресс МС–11, a NASA jelölésével: Progress 72 vagy 72P) orosz Progressz MSZ típusú teherszállító űrhajó, amelyet 2019. április 4-én indítottak a Nemzetközi Űrállomáshoz (ISS). Ez volt a Progressz típusú űrhajó 163. és az MSZ változat 11. repülése, valamint az ISS-hez indított 74. Progressz űrhajó, és a 72., amely sikeresen elérte az űrállomást.

## A repülés jellemzői
Az űrhajót 2019. március 29-én szerelték össze a hordozórakétával, majd április 1-jén szállították az indítóállásba. A Bajkonuri űrrepülőtér 6/31-es indítóállásából indították 2019. április 4-én, 11:01-kor (UTC) egy Szojuz–2.1a típusú hordozórakétával. Az űrhajó első lépésben kb. 200 km-es magasságú, közel kör alakú pályára állt, majd a hordozórakéta végfokozatával az ISS 408×416 km-es elliptikus pályájára emelkedett. Az űrhajó 3 óra 21 perces repülést követően, gyors megközelítéssel 14:22-kor automata üzemmódban csatlakozott az ISS Pirsz moduljához.
Az űrhajó ellátmányt, többek között vizet (420 kg) és üzemanyagot (900 kg) szállított az űrállomásra. Az összesen több mint 2,7 t teherszállítmányban emellett tudományos műszerek, az életfenntartó rendszerhez szükséges anyagok, élelmiszer, ruházat, gyógyszerek és higiéniai anyagok találhatók. A szállítmány része volt 47 kg sűrített levegő és oxigén.
Az űrhajó 116 napig keringett a Nemzetközi Űrállomáshoz csatlakoztatva. 2019. július 29-én választották le az űrállomásról, majd néhány órával később a Föld sűrű légkörébe érve megsemmisült. Az űrhajó el nem égett darabjai a Csendes-óceánba, a Nemo-pont körüli űreszköztemetőbe hullottak vissza.